# Капиці (Люблінське воєводство)
Капиці (пол. Kapice) — село в Польщі, у гміні Сточек-Луковський Луківського повіту Люблінського воєводства.
Населення — 46 осіб (2011).
У 1975-1998 роках село належало до Седлецького воєводства.

## Демографія
Демографічна структура станом на 31 березня 2011 року:
|          | Загалом | Допрацездатний вік | Працездатний вік | Постпрацездатний вік |
| -------- | ------- | ------------------ | ---------------- | -------------------- |
| Чоловіки | 22      | 4                  | 13               | 5                    |
| Жінки    | 24      | 4                  | 12               | 8                    |
| Разом    | 46      | 8                  | 25               | 13                   |